# Clethra fargesii
Clethra fargesii là một loài thực vật có hoa trong họ Clethraceae. Loài này được Franch. mô tả khoa học đầu tiên năm 1895.

## Hình ảnh

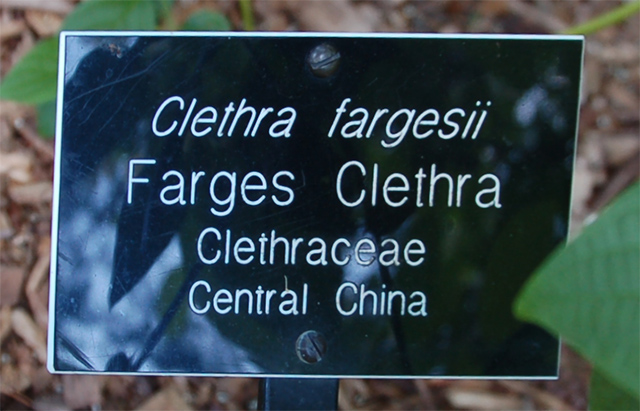